# Liste des chansons d'Alice Cooper
Voici la liste complète des chansons d'Alice Cooper, avec le groupe de 1969 à 1973 et en solo, depuis 1975. Les chansons indiquées correspondent à la sortie de chaque album studio (les compilations ne sont pas incluses, sauf pour les titres inédits ou pour les singles sans album),,.
|  | Single commercial   |
|  | Single promotionnel |
|  | Outtake             |
|  | Single sans album   |

- Haut – A
- B
- C
- D
- E
- F
- G
- H
- I
- J
- K
- L
- M
- N
- O
- P
- Q
- R
- S
- T
- U
- V
- W
- X
- Y
- Z
- 0-9

| Titre                                                             | Année | Parution                            | Auteur(s) |
| ----------------------------------------------------------------- | ----- | ----------------------------------- | --- |
| 0-9                                                               |       |                                     | |
| 10 Minutes Before the Worm                                        | 1969  | Pretties for You                    | Alice Cooper, Michael Bruce, Dennis Dunaway, Neal Smith, Glen Buxton                                           |
| A                                                                 |       |                                     | |
| A Bad Situation                                                   | 2011  | Welcome 2 My Nightmare              | Alice Cooper, Bob Ezrin, Chuck Garric, Jim Bacchi                                                              |
| A Runaway Train                                                   | 2011  | Welcome 2 My Nightmare              | Alice Cooper, Bob Ezrin, Dennis Dunaway                                                                        |
| Adaptable (Anything for You)                                      | 1982  | Zipper Catches Skin                 | Alice Cooper, Erik Scott, Billy Steele                                                                         |
| Alma Mater                                                        | 1972  | School's Out                        | Neal Smith |
| Apple Bush                                                        | 1969  | Pretties for You                    | Alice Cooper, Michael Bruce, Dennis Dunaway, Neal Smith, Glen Buxton                                           |
| Aspirin Damage                                                    | 1980  | Flush the Fashion                   | Alice Cooper, Davey Johnstone, Fred Mandel                                                                     |
| Awakening, The                                                    | 1975  | Welcome to My Nightmare             | Alice Cooper, Bob Ezrin, Dick Wagner                                                                           |
| B                                                                 |       |                                     | |
| Backyard Brawl                                                    | 2003  | The Eyes of Alice Cooper            | Alice Cooper, Ryan Roxie, Eric Dover                                                                           |
| Bad Place Alone                                                   | 1994  | The Last Temptation                 | Alice Cooper, Jack Blades, Tommy Shaw                                                                          |
| Ballad of Dwight Fry                                              | 1971  | Love It to Death                    | Alice Cooper, Michael Bruce                                                                                    |
| B.B. (Big Boys) on Mars                                           | 1969  | Pretties for You                    | Alice Cooper, Michael Bruce, Dennis Dunaway, Neal Smith, Glen Buxton                                           |
| Be My Lover                                                       | 1971  | Killer                              | Michael Bruce                                                                                                  |
| Be with You Awhile                                                | 2003  | The Eyes of Alice Cooper            | Alice Cooper, Eric Dover                                                                                       |
| Beautiful Flyaway                                                 | 1970  | Easy Action                         | Alice Cooper, Michael Bruce, Dennis Dunaway, Neal Smith, Glen Buxton                                           |
| Bed of Nails                                                      | 1989  | Trash                               | Alice Cooper, Desmond Child, Diane Warren                                                                      |
| Below Your Means                                                  | 1970  | Easy Action                         | Alice Cooper, Michael Bruce, Dennis Dunaway, Neal Smith, Glen Buxton                                           |
| Between High School & Old School                                  | 2003  | The Eyes of Alice Cooper            | Alice Cooper, Ryan Roxie, Eric Dover                                                                           |
| Big Apple Dreamin' (Hippo)                                        | 1973  | Muscle of Love                      | Alice Cooper, Michael Bruce, Dennis Dunaway, Neal Smith, Glen Buxton                                           |
| Billion Dollar Babies                                             | 1973  | Billion Dollar Babies               | Alice Cooper, Michael Bruce, Rockin' Reggie                                                                    |
| Black Juju                                                        | 1971  | Love It to Death                    | Dennis Dunaway                                                                                                 |
| Black Widow, The                                                  | 1975  | Welcome to My Nightmare             | Alice Cooper, Bob Ezrin, Dick Wagner                                                                           |
| Blow Me a Kiss                                                    | 2000  | Brutal Planet                       | Alice Cooper, Bob Ezrin, Bob Marlette                                                                          |
| Blue Turk                                                         | 1972  | School's Out                        | Alice Cooper, Michael Bruce                                                                                    |
| Brutal Planet                                                     | 2000  | Brutal Planet                       | Alice Cooper, Bob Marlette                                                                                     |
| Bye Bye, Baby                                                     | 2003  | The Eyes of Alice Cooper            | Alice Cooper, Ryan Roxie, Eric Dover                                                                           |
| C                                                                 |       |                                     | |
| Caffeine                                                          | 2011  | Welcome 2 My Nightmare              | Alice Cooper, Bob Ezrin, Tommy Henriksen, Keith Nelson                                                         |
| Can't Sleep, Clowns Will Eat Me                                   | 2000  | Brutal Planet                       | Alice Cooper, Bob Marlette, Marcus Blake, Jim Wilson                                                           |
| Catch Me If You Can                                               | 2008  | Along Came a Spider                 | Alice Cooper, Danny Saber, Greg Hampton                                                                        |
| Caught in a Dream                                                 | 1971  | Love It to Death                    | Michael Bruce                                                                                                  |
| Changing Arranging                                                | 1969  | Pretties for You                    | Alice Cooper, Michael Bruce, Dennis Dunaway, Neal Smith, Glen Buxton                                           |
| Chop, Chop, Chop                                                  | 1987  | Raise Your Fist and Yell            | Alice Cooper, Kane Roberts                                                                                     |
| Cleansed by Fire                                                  | 1994  | The Last Temptation                 | Alice Cooper, Mark Hudson, Bud Saylor, Steve Dudas                                                             |
| Clones (We're All)                                                | 1980  | Flush the Fashion                   | David Carron                                                                                                   |
| Coal Black Model T                                                | 1973  | Billion Dollar Babies               | Alice Cooper, Dennis Dunaway                                                                                   |
| Cold Ethyl                                                        | 1975  | Welcome to My Nightmare             | Alice Cooper, Bob Ezrin                                                                                        |
| Cold Machines                                                     | 2000  | Brutal Planet                       | Alice Cooper, Bob Marlette                                                                                     |
| Crazy Little Child                                                | 1973  | Muscle of Love                      | Alice Cooper, Michael Bruce                                                                                    |
| Crawlin'                                                          | 1986  | Constrictor                         | Alice Cooper, Kane Roberts, Michael Wagener                                                                    |
| D                                                                 |       |                                     | |
| DaDa                                                              | 1983  | DaDa                                | Bob Ezrin |
| Damned If You Do                                                  | 1977  | Lace and Whiskey                    | Alice Cooper, Bob Ezrin, Dick Wagner                                                                           |
| Dance Yourself to Death                                           | 1980  | Flush the Fashion                   | Alice Cooper, Frank Crandall                                                                                   |
| Dangerous Tonight                                                 | 1991  | Hey Stoopid                         | Alice Cooper, Desmond Child                                                                                    |
| Dead Babies                                                       | 1971  | Killer                              | Alice Cooper, Michael Bruce, Dennis Dunaway, Neal Smith, Glen Buxton                                           |
| Dead Flies                                                        | 2017  | Paranormal                          | Alice Cooper, Bob Ezrin, Tommy Denander                                                                        |
| Deeper                                                            | 2001  | Dragontown                          | Alice Cooper, Bob Marlette                                                                                     |
| Department of Youth                                               | 1975  | Welcome to My Nightmare             | Alice Cooper, Bob Ezrin, Dick Wagner                                                                           |
| Desperado                                                         | 1971  | Killer                              | Alice Cooper, Michael Bruce                                                                                    |
| Detroit City                                                      | 2003  | The Eyes of Alice Cooper            | Alice Cooper, Ryan Roxie, Chuck Garric                                                                         |
| Devil's Food                                                      | 1975  | Welcome to My Nightmare             | Alice Cooper, Bob Ezrin, Kelley Jay                                                                            |
| Die for You                                                       | 1991  | Hey Stoopid                         | Alice Cooper, Nikki Sixx, Vince Neil, Jim Vallance                                                             |
| Didn't We Meet                                                    | 1976  | Alice Cooper Goes to Hell           | Alice Cooper, Dick Wagner, Bob Ezrin                                                                           |
| Dirty Diamonds                                                    | 2005  | Dirty Diamonds                      | Alice Cooper, Damon Johnson, Chuck Garric, Rick Boston                                                         |
| Dirty Dreams                                                      | 1991  | Hey Stoopid                         | Alice Cooper, Jim Vallance, Bob Pfeifer                                                                        |
| Disco Bloodbath Boogie Fever                                      | 2011  | Welcome 2 My Nightmare              | Alice Cooper, Bob Ezrin, Tommy Henriksen                                                                       |
| Disgraceland                                                      | 2001  | Dragontown                          | Alice Cooper, Bob Marlette                                                                                     |
| Don't Talk Old to Me                                              | 1981  | Special Forces                      | Alice Cooper, Davey Johnstone, Fred Mandel                                                                     |
| Dragontown                                                        | 2001  | Dragontown                          | Alice Cooper, Bob Marlette                                                                                     |
| Dynamite Road                                                     | 2017  | Paranormal                          | Alice Cooper, Bob Ezrin, Tommy Denander                                                                        |
| Dyslexia                                                          | 1983  | DaDa                                | Alice Cooper, Bob Ezrin, Dick Wagner, Graham Shaw                                                              |
| E                                                                 |       |                                     | |
| Earwigs to Eternity                                               | 1969  | Pretties for You                    | Alice Cooper, Michael Bruce, Dennis Dunaway, Neal Smith, Glen Buxton                                           |
| Eat Some More                                                     | 2000  | Brutal Planet                       | Alice Cooper, Bob Marlette                                                                                     |
| Elected                                                           | 1973  | Billion Dollar Babies               | Alice Cooper, Michael Bruce, Dennis Dunaway, Neal Smith, Glen Buxton                                           |
| Enough's Enough                                                   | 1983  | DaDa                                | Alice Cooper, Bob Ezrin, Dick Wagner, Graham Shaw                                                              |
| Escape                                                            | 1975  | Welcome to My Nightmare             | Alice Cooper, Kim Fowley, Mark Anthony                                                                         |
| Every Woman Has a Name                                            | 2001  | Dragontown                          | Alice Cooper, Bob Marlette                                                                                     |
| F                                                                 |       |                                     | |
| Fallen In Love                                                    | 2017  | Paranormal                          | Alice Cooper, Bob Ezrin, Tommy Denander, Tommy Henriksen                                                       |
| Fantasy Man                                                       | 2001  | Dragontown                          | Alice Cooper, Bob Marlette                                                                                     |
| Feed My Frankenstein                                              | 1991  | Hey Stoopid                         | Alice Cooper, Ian Richardson, Nick Coler, Zodiac Mindwarp                                                      |
| Fields of Regret                                                  | 1969  | Pretties for You                    | Alice Cooper, Michael Bruce, Dennis Dunaway, Neal Smith, Glen Buxton                                           |
| Fireball                                                          | 2017  | Paranormal                          | Alice Cooper, Dennis Dunaway                                                                                   |
| For Britain Only                                                  | 1982  | —                                   | Alice Cooper, John Nitzinger, Erik Scott, Jan Uvena, Mike Pinera                                               |
| For Veronica's Sake                                               | 1978  | From the Inside                     | Alice Cooper, Dick Wagner, Bernie Taupin                                                                       |
| Former Lee Warmer                                                 | 1983  | DaDa                                | Alice Cooper, Bob Ezrin, Dick Wagner                                                                           |
| Freedom                                                           | 1987  | Raise Your Fist and Yell            | Alice Cooper, Kane Roberts                                                                                     |
| Fresh Blood                                                       | 1983  | DaDa                                | Alice Cooper, Bob Ezrin, Dick Wagner                                                                           |
| From the Inside                                                   | 1978  | From the Inside                     | Alice Cooper, Dick Wagner, Bernie Taupin, David Foster                                                         |
| G                                                                 |       |                                     | |
| Gail                                                              | 1987  | Raise Your Fist and Yell            | Alice Cooper, Kane Roberts, Kip Winger                                                                         |
| Grande Finale (Instrumental)                                      | 1972  | School's Out                        | Alice Cooper, Michael Bruce, Dennis Dunaway, Neal Smith, Glen Buxton, Bob Ezrin, Leonard Bernstein, Mack David |
| Generation Landslide                                              | 1973  | Billion Dollar Babies               | Alice Cooper, Michael Bruce, Dennis Dunaway, Neal Smith, Glen Buxton                                           |
| Genuine American Girl                                             | 2017  | Paranormal                          | Alice Cooper, Bob Ezrin, Neal Smith                                                                            |
| Ghouls Gone Wild                                                  | 2011  | Welcome 2 My Nightmare              | Alice Cooper, Bob Ezrin, Tommy Henriksen                                                                       |
| Gimme                                                             | 2000  | Brutal Planet                       | Alice Cooper, Bob Marlette                                                                                     |
| Give It Up                                                        | 1986  | Constrictor                         | Alice Cooper, Kane Roberts                                                                                     |
| Give the Kid a Break                                              | 1976  | Alice Cooper Goes to Hell           | Alice Cooper, Bob Ezrin, Dick Wagner                                                                           |
| Give the Radio Back                                               | 1987  | Raise Your Fist and Yell            | Alice Cooper, Kane Roberts                                                                                     |
| Go to Hell                                                        | 1976  | Alice Cooper Goes to Hell           | Alice Cooper, Bob Ezrin, Dick Wagner                                                                           |
| Going Home                                                        | 1976  | Alice Cooper Goes to Hell           | Alice Cooper, Bob Ezrin, Dick Wagner                                                                           |
| Grim Facts                                                        | 1980  | Flush the Fashion                   | Alice Cooper, Davey Johnstone, Fred Mande                                                                      |
| Guilty                                                            | 1976  | Alice Cooper Goes to Hell           | Alice Cooper, Bob Ezrin, Dick Wagner                                                                           |
| Gutter Cat vs. the Jets                                           | 1972  | School's Out                        | Glen Buxton, Dennis Dunaway, Leonard Bernstein, Stephen Sondheim                                               |
| H                                                                 |       |                                     | |
| Hallowed Be My Name                                               | 1971  | Love It to Death                    | Neal Smith |
| Halo of Flies                                                     | 1971  | Killer                              | Alice Cooper, Michael Bruce, Dennis Dunaway, Neal Smith, Glen Buxton                                           |
| Hard Rock Summer                                                  | 1999  | The Life and Crimes of Alice Cooper | Alice Cooper, Kane Roberts                                                                                     |
| Headlines                                                         | 1980  | Flush the Fashion                   | Alice Cooper, Davey Johnstone, Fred Mandel                                                                     |
| Hell is Living Without You                                        | 1989  | Trash                               | Alice Cooper, Desmond Child, Jon Bon Jovi, Richie Sambora                                                      |
| Hello Hooray                                                      | 1973  | Billion Dollar Babies               | Rolf Kempf |
| He's Back (The Man Behind the Mask)                               | 1986  | Constrictor                         | Alice Cooper, Kane Roberts, Tom Kelly                                                                          |
| Hey Stoopid                                                       | 1991  | Hey Stoopid                         | Alice Cooper, Vic Pepe, Jack Ponti, Bob Pfeifer                                                                |
| Holy Water                                                        | 2017  | Paranormal                          | Alice Cooper, Bob Ezrin, Stanley Demaree, Duston Monyhan, Tim Bernauer, Malcolm McLaughlin, Lewis Richards     |
| House of Fire                                                     | 1989  | Trash                               | Alice Cooper, Desmond Child, Joan Jett                                                                         |
| Hurricane Years                                                   | 1991  | Hey Stoopid                         | Alice Cooper, Vic Pepe, Jack Ponti, Bob Pfeifer                                                                |
| How You Gonna See Me Now                                          | 1978  | From the Inside                     | Alice Cooper, Dick Wagner, Bernie Taupin                                                                       |
| I                                                                 |       |                                     | |
| (In Touch with) Your Feminine Side                                | 2008  | Along Came a Spider                 | Alice Cooper, Kerri Kelli, Chuck Garric, Damon Johnson                                                         |
| I'll Bite Your Face Off                                           | 2011  | Welcome 2 My Nightmare              | Alice Cooper, Bob Ezrin, Tommy Henriksen, Neal Smith                                                           |
| I'll Still Be There                                               | 2008  | Along Came a Spider                 | Alice Cooper, Danny Saber, Greg Hampton                                                                        |
| I'm Alive (That Was the Day My Dead Pet Returned to Save My Life) | 1982  | Zipper Catches Skin                 | Alice Cooper, Erik Scott, John Nitzinger                                                                       |
| I'm Always Chasing Rainbows                                       | 1976  | Alice Cooper Goes to Hell           | Harry Carroll, Joseph McCarthy                                                                                 |
| I'm Eighteen                                                      | 1971  | Love It to Death                    | Alice Cooper, Michael Bruce, Dennis Dunaway, Neal Smith, Glen Buxton                                           |
| I'm so Angry                                                      | 2003  | The Eyes of Alice Cooper            | Alice Cooper, Ryan Roxie, Eric Dover                                                                           |
| I'm the Coolest                                                   | 1976  | Alice Cooper Goes to Hell           | Alice Cooper, Bob Ezrin, Dick Wagner                                                                           |
| I'm Your Gun                                                      | 1989  | Trash                               | Alice Cooper, Desmond Child, John McCurry                                                                      |
| I Am Made of You                                                  | 2011  | Welcome 2 My Nightmare              | Alice Cooper, Bob Ezrin, Desmond Child                                                                         |
| I Am the Future                                                   | 1982  | Zipper Catches Skin                 | Gary Osborne, Lalo Schifrin                                                                                    |
| I Am the Spider                                                   | 2011  | Along Came a Spider                 | Alice Cooper, Danny Saber, Greg Hampton                                                                        |
| It Rained All Night                                               | 1991  | Hey Stoopid                         | Alice Cooper, Desmond Child                                                                                    |
| It's Me                                                           | 1994  | The Last Temptation                 | Alice Cooper, Jack Blades, Tommy Shaw                                                                          |
| It’s Hot Tonight                                                  | 1977  | Lace and Whiskey                    | Alice Cooper, Bob Ezrin, Dick Wagner                                                                           |
| It's the Little Things                                            | 2000  | Brutal Planet                       | Alice Cooper, Bob Marlette                                                                                     |
| Is It My Body                                                     | 1971  | Love It to Death                    | Alice Cooper, Michael Bruce, Dennis Dunaway, Neal Smith, Glen Buxton                                           |
| I Better Be Good                                                  | 1982  | Zipper Catches Skin                 | Alice Cooper, Erik Scott, John Nitzinger                                                                       |
| I Got a Line On You                                               | 1999  | The Life and Crimes of Alice Cooper | Randy California                                                                                               |
| I Just Wanna Be God                                               | 2001  | Dragontown                          | Alice Cooper, Bob Marlette                                                                                     |
| I Know Where You Live                                             | 2008  | Along Came a Spider                 | Alice Cooper, Danny Saber, Greg Hampton                                                                        |
| I Love America                                                    | 1983  | DaDa                                | Alice Cooper, Bob Ezrin, Dick Wagner, Graham Shaw                                                              |
| I Love the Dead                                                   | 1973  | Billion Dollar Babies               | Alice Cooper, Bob Ezrin                                                                                        |
| Inmates (We're All Crazy)                                         | 1978  | From the Inside                     | Alice Cooper, Dick Wagner, Bernie Taupin                                                                       |
| I Never Cry                                                       | 1976  | Alice Cooper Goes to Hell           | Alice Cooper, Dick Wagner                                                                                      |
| I Never Wrote Those Songs                                         | 1977  | Lace and Whiskey                    | Alice Cooper, Bob Ezrin, Dick Wagner                                                                           |
| J                                                                 |       |                                     | |
| Jacknife Johnny                                                   | 1978  | From the Inside                     | Alice Cooper, Dick Wagner, Bernie Taupin                                                                       |
| K                                                                 |       |                                     | |
| Keepin' Halloween Alive                                           | 2009  | —                                   | Alice Cooper, Piggy D.                                                                                         |
| Killed By Love                                                    | 2008  | Along Came a Spider                 | Alice Cooper, Kerri Kelli, Chuck Garric, James Bacchi                                                          |
| Killer                                                            | 1971  | Killer                              | Michael Bruce, Dennis Dynaway                                                                                  |
| King of the Silver Screen                                         | 1977  | Lace and Whiskey                    | Alice Cooper, Bob Ezrin, Dick Wagner                                                                           |
| L                                                                 |       |                                     | |
| Lace and Whiskey                                                  | 1977  | Lace and Whiskey                    | Alice Cooper, Bob Ezrin, Dick Wagner                                                                           |
| Last Man On Earth                                                 | 2011  | Welcome 2 My Nightmare              | Alice Cooper, Bob Ezrin, Piggy D., David Spreng                                                                |
| Laughing at Me                                                    | 1970  | Easy Action                         | Alice Cooper, Michael Bruce, Dennis Dunaway, Neal Smith, Glen Buxton                                           |
| Lay Down and Die, Goodbye                                         | 1970  | Easy Action                         | Alice Cooper, Michael Bruce, Dennis Dunaway, Neal Smith, Glen Buxton                                           |
| Leather Boots                                                     | 1980  | Flush the Fashion                   | Geoff Westen                                                                                                   |
| Life and Death of The Party                                       | 1986  | Constrictor                         | Alice Cooper                                                                                                   |
| Little by Little                                                  | 1991  | Hey Stoopid                         | Alice Cooper, Vic Pepe, Jack Ponti, Bob Pfeifer                                                                |
| Living                                                            | 1969  | Pretties for You                    | Alice Cooper, Michael Bruce, Dennis Dunaway, Neal Smith, Glen Buxton                                           |
| Lock Me Up                                                        | 1987  | Raise Your Fist and Yell            | Alice Cooper, Kane Roberts                                                                                     |
| Long Way to Go                                                    | 1971  | Love It to Death                    | Michael Bruce                                                                                                  |
| Lost in America                                                   | 1994  | The Last Temptation                 | Alice Cooper, Jack Blades, Tommy Shaw                                                                          |
| Love's a Loaded Gun                                               | 1991  | Hey Stoopid                         | Alice Cooper, Vic Pepe, Jack Ponti                                                                             |
| Love Should Never Feel Like This                                  | 2003  | The Eyes of Alice Cooper            | Alice Cooper, Ryan Roxie, Eric Dover                                                                           |
| Lullaby                                                           | 1994  | The Last Temptation                 | Alice Cooper, Jim Vallance                                                                                     |
| Luney Tune                                                        | 1972  | School's Out                        | Alice Cooper, Dennis Dunaway                                                                                   |
| M                                                                 |       |                                     | |
| Make That Money (Scrooge's Song)                                  | 1982  | Zipper Catches Skin                 | Alice Cooper, Dick Wagner                                                                                      |
| Man of the Year                                                   | 2003  | The Eyes of Alice Cooper            | Alice Cooper, Ryan Roxie, Eric Dover                                                                           |
| Man With the Golden Gun                                           | 1973  | Muscle of Love                      | Alice Cooper, Michael Bruce, Dennis Dunaway, Neal Smith, Glen Buxton                                           |
| Mary Ann                                                          | 1973  | Billion Dollar Babies               | Alice Cooper, Michael Bruce                                                                                    |
| Might as Well Be on Mars                                          | 1991  | Hey Stoopid                         | Alice Cooper, Dick Wagner, Desmond Child                                                                       |
| Millie and Billie                                                 | 1978  | From the Inside                     | Alice Cooper, Bruce Roberts, Bernie Taupin                                                                     |
| Model Citizen                                                     | 1980  | Flush the Fashion                   | Alice Cooper, Davey Johnstone, Fred Mandel                                                                     |
| Mr. and Misdemeanor                                               | 1970  | Easy Action                         | Alice Cooper, Michael Bruce, Dennis Dunaway, Neal Smith, Glen Buxton                                           |
| Muscle of Love                                                    | 1973  | Muscle of Love                      | Alice Cooper, Michael Bruce                                                                                    |
| My God                                                            | 1977  | Lace and Whiskey                    | Alice Cooper, Bob Ezrin, Dick Wagner                                                                           |
| My Stars                                                          | 1972  | School's Out                        | Alice Cooper, Bob Ezrin                                                                                        |
| N                                                                 |       |                                     | |
| (No More) Love at Your Convenience                                | 1977  | Lace and Whiskey                    | Alice Cooper, Bob Ezrin, Dick Wagner                                                                           |
| Never Been Sold Before                                            | 1973  | Muscle of Love                      | Alice Cooper, Michael Bruce, Dennis Dunaway, Neal Smith, Glen Buxton                                           |
| No Baloney Homosapiens                                            | 1982  | Zipper Catches Skin                 | Alice Cooper, Dick Wagner                                                                                      |
| No Longer Umpire                                                  | 1969  | Pretties for You                    | Alice Cooper, Michael Bruce, Dennis Dunaway, Neal Smith, Glen Buxton                                           |
| No Man's Land                                                     | 1983  | DaDa                                | Alice Cooper, Bob Ezrin, Dick Wagner                                                                           |
| No More Mr. Nice Guy                                              | 1973  | Billion Dollar Babies               | Alice Cooper, Michael Bruce                                                                                    |
| Not That Kind of Love                                             | 1987  | Raise Your Fist and Yell            | Alice Cooper, Kane Roberts                                                                                     |
| Nothing's Free                                                    | 1994  | The Last Temptation                 | Alice Cooper, Dan Wexler, Bud Saylor                                                                           |
| Novocaine                                                         | 2003  | The Eyes of Alice Cooper            | Alice Cooper, Ryan Roxie, Eric Dover                                                                           |
| Nuclear Infected                                                  | 1980  | Flush the Fashion                   | Alice Cooper, Davey Johnstone, Fred Mandel                                                                     |
| Nurse Rozetta                                                     | 1978  | From the Inside                     | Alice Cooper, Bernie Taupin, David Foster, Steve Lukather                                                      |
| O                                                                 |       |                                     | |
| Only My Heart Talkin'                                             | 1989  | Trash                               | Alice Cooper, Bruce Roberts, Andy Goldmark                                                                     |
| Only Women Bleed                                                  | 1975  | Welcome to My Nightmare             | Alice Cooper, Dick Wagner                                                                                      |
| P                                                                 |       |                                     | |
| Paranoiac Personality                                             | 2017  | Paranormal                          | Alice Cooper, Bob Ezrin, Tommy Denander, Tommy Henriksen                                                       |
| Paranormal                                                        | 2017  | Paranormal                          | Alice Cooper, Bob Ezrin, Tommy Denander, Roger Glover                                                          |
| Pass the Gun Around                                               | 1983  | DaDa                                | Alice Cooper, Dick Wagner                                                                                      |
| Perfect                                                           | 2005  | Dirty Diamonds                      | Alice Cooper, Ryan Roxie, Damon Johnson                                                                        |
| Pessi-Mystic                                                      | 2000  | Brutal Planet                       | Alice Cooper, Bob Marlette, Brian Nelson                                                                       |
| Pick Up the Bones                                                 | 2000  | Brutal Planet                       | Alice Cooper, Bob Marlette                                                                                     |
| Poison                                                            | 1989  | Trash                               | Alice Cooper, Desmond Child, John McCurry                                                                      |
| Prettiest Cop on the Block                                        | 1981  | Special Forces                      | Alice Cooper, Davey Johnstone, Fred Mandel                                                                     |
| Pretty Ballerina                                                  | 2005  | Dirty Diamonds                      | Michael Brown                                                                                                  |
| Prince of Darkness                                                | 1987  | Raise Your Fist and Yell            | Alice Cooper, Kane Roberts                                                                                     |
| Public Animal # 9                                                 | 1972  | School's Out                        | Alice Cooper, Michael Bruce                                                                                    |
| Q                                                                 |       |                                     | |
| —                                                                 | —     | —                                   | — |
| R                                                                 |       |                                     | |
| Raped and Freezin'                                                | 1973  | Billion Dollar Babies               | Alice Cooper, Michael Bruce                                                                                    |
| Rats                                                              | 2017  | Paranormal                          | Alice Cooper, Bob Ezrin, Tommy Henriksen                                                                       |
| Reflected                                                         | 1969  | Pretties for You                    | Alice Cooper, Michael Bruce, Dennis Dunaway, Neal Smith, Glen Buxton                                           |
| Refrigerator Heaven                                               | 1970  | Easy Action                         | Alice Cooper, Michael Bruce, Dennis Dunaway, Neal Smith, Glen Buxton                                           |
| Remarkably Insincere                                              | 1982  | Zipper Catches Skin                 | Alice Cooper, Erik Scott, John Nitzinger                                                                       |
| Return of the Spiders                                             | 1970  | Easy Action                         | Alice Cooper, Michael Bruce, Dennis Dunaway, Neal Smith, Glen Buxton                                           |
| Road Rats                                                         | 1977  | Lace and Whiskey                    | Alice Cooper, Bob Ezrin, Dick Wagner                                                                           |
| Roses on White Lace                                               | 1987  | Raise Your Fist and Yell            | Alice Cooper, Kane Roberts                                                                                     |
| Run Down the Devil                                                | 2005  | Dirty Diamonds                      | Alice Cooper, Mark Hudson, Mike Elizondo, Benji Hughes                                                         |
| S                                                                 |       |                                     | |
| Saga of Jesse Jane, The                                           | 2005  | Dirty Diamonds                      | Alice Cooper, Ryan Roxie                                                                                       |
| Salvation                                                         | 2008  | Along Came a Spider                 | Alice Cooper, Danny Saber, Greg Hampton, Bernard Fowler                                                        |
| Sanctuary                                                         | 2000  | Brutal Planet                       | Alice Cooper, Bob Marlette                                                                                     |
| Second Coming                                                     | 1971  | Love It to Death                    | Alice Cooper                                                                                                   |
| Scarlet and Sheba                                                 | 1983  | DaDa                                | Alice Cooper, Bob Ezrin, Dick Wagner                                                                           |
| See Me in the Mirror                                              | 1999  | The Life and Crimes of Alice Cooper | Alice Cooper                                                                                                   |
| Sentinel, The                                                     | 2001  | Dragontown                          | Alice Cooper, Bob Marlette                                                                                     |
| Serious                                                           | 1978  | From the Inside                     | Alice Cooper, Bernie Taupin, David Foster, Steve Lukather                                                      |
| Seven and Seven Is                                                | 1981  | Special Forces                      | Arthur Lee |
| Sex, Death and Money                                              | 2001  | Dragontown                          | Alice Cooper, Bob Marlette                                                                                     |
| Shadow of Yourself                                                | 2008  | Along Came a Spider                 | Alice Cooper, Danny Saber, Greg Hampton                                                                        |
| Sharpest Pain, The                                                | 2005  | Dirty Diamonds                      | Alice Cooper, Ryan Roxie                                                                                       |
| School's Out                                                      | 1972  | School's Out                        | Alice Cooper, Michael Bruce, Dennis Dunaway, Neal Smith, Glen Buxton                                           |
| Sick Things                                                       | 1973  | Billion Dollar Babies               | Alice Cooper, Michael Bruce, Bob Ezrin                                                                         |
| Sideshow                                                          | 1994  | The Last Temptation                 | Alice Cooper, Dan Wexler, Bud Saylor, Bessie Smith, Brian Smith, Michael Brooks, Jon Norwood                   |
| Simple Disobedience                                               | 1986  | Constrictor                         | Alice Cooper, Kane Roberts                                                                                     |
| Sing Low, Sweet Cheerio                                           | 1969  | Pretties for You                    | Alice Cooper, Michael Bruce, Dennis Dunaway, Neal Smith, Glen Buxton                                           |
| Sister Sara                                                       | 2001  | Dragontown                          | Alice Cooper, Bob Marlette                                                                                     |
| Six Hours                                                         | 2005  | Dirty Diamonds                      | Alice Cooper, Ryan Roxie                                                                                       |
| Skeletons in the Closet                                           | 1981  | Special Forces                      | Alice Cooper, Duane Hitchings                                                                                  |
| Snakebite                                                         | 1991  | Hey Stoopid                         | Alice Cooper, Vic Pepe, Jack Ponti, Bob Pfeifer, Lance Bulen, Kelly Keeling                                    |
| Spark in the Dark                                                 | 1989  | Trash                               | Alice Cooper, Desmond Child                                                                                    |
| Spirits Rebellious                                                | 2003  | The Eyes of Alice Cooper            | Alice Cooper, Ryan Roxie, Eric Dover                                                                           |
| Shoe Salesman                                                     | 1970  | Easy Action                         | Alice Cooper, Michael Bruce, Dennis Dunaway, Neal Smith, Glen Buxton                                           |
| Some Folks                                                        | 1975  | Welcome to My Nightmare             | Alice Cooper, Bob Ezrin, Dick Wagner                                                                           |
| Somewhere in the Jungle                                           | 2001  | Dragontown                          | Alice Cooper, Bob Marlette                                                                                     |
| Stand                                                             | 2005  | Dirty Diamonds                      | Alice Cooper, Rick Boston, Bridget Benenate, Xzibit                                                            |
| Steal That Car                                                    | 2005  | Dirty Diamonds                      | Alice Cooper, Ryan Roxie, Damond Johnson, Chuck Garric                                                         |
| Step On You                                                       | 1987  | Raise Your Fist and Yell            | Alice Cooper, Kane Roberts                                                                                     |
| Steven                                                            | 1975  | Welcome to My Nightmare             | Alice Cooper, Bob Ezrin                                                                                        |
| Still No Air                                                      | 1970  | Easy Action                         | Alice Cooper, Michael Bruce, Dennis Dunaway, Neal Smith, Glen Buxton                                           |
| Stolen Prayer                                                     | 1994  | The Last Temptation                 | Alice Cooper, Chris Cornell                                                                                    |
| Sun Arise                                                         | 1971  | Love It to Death                    | Harry Butler, Rolf Harris                                                                                      |
| Sunset Babies (All Got Rabies)                                    | 2005  | Dirty Diamonds                      | Alice Cooper, Ryan Roxie, Damond Johnson                                                                       |
| T                                                                 |       |                                     | |
| Talk Talk                                                         | 1980  | Flush the Fashion                   | Sean Bonniwell                                                                                                 |
| Teenage Frankenstein                                              | 1986  | Constrictor                         | Alice Cooper, Kane Roberts                                                                                     |
| Teenage Lament '74                                                | 1973  | Muscle of Love                      | Alice Cooper, Neal Smith                                                                                       |
| Time to Kill                                                      | 1987  | Raise Your Fist and Yell            | Alice Cooper, Kane Roberts                                                                                     |
| The Great American Success Story                                  | 1986  | Constrictor                         | Alice Cooper, Kane Roberts, Beau Hill                                                                          |
| The One That Got Away                                             | 2008  | Along Came a Spider                 | Alice Cooper, Keri Kelli, Jani Lane                                                                            |
| The Quiet Room                                                    | 1978  | From the Inside                     | Alice Cooper, Dick Wagner, Bernie Taupin                                                                       |
| The Song That Didn't Rhime                                        | 2003  | The Eyes of Alice Cooper            | Alice Cooper, Ryan Roxie, Eric Dover                                                                           |
| The Sound of A                                                    | 2017  | Paranormal                          | Alice Cooper, Dennis Dunaway                                                                                   |
| The World Needs Guts                                              | 1986  | Constrictor                         | Alice Cooper, Kane Roberts                                                                                     |
| This House is Haunted                                             | 2003  | The Eyes of Alice Cooper            | Alice Cooper, Ryan Roxie, Eric Dover                                                                           |
| This Maniacs' in Love With You                                    | 1989  | Trash                               | Alice Cooper, Desmond Child, Bob Held, Tom Teeley                                                              |
| Today Mueller                                                     | 1969  | Pretties for You                    | Alice Cooper, Michael Bruce, Dennis Dunaway, Neal Smith, Glen Buxton                                           |
| Thrill My Gorilla                                                 | 1986  | Constrictor                         | Alice Cooper, Kane Roberts                                                                                     |
| Trash                                                             | 1989  | Trash                               | Alice Cooper, Desmond Child, Mark Frazier, Jamie Sever                                                         |
| Trick Bag                                                         | 1986  | Constrictor                         | Alice Cooper, Kane Roberts, Tom Kelly                                                                          |
| Triggerman                                                        | 2001  | Dragontown                          | Alice Cooper, Bob Marlette                                                                                     |
| U                                                                 |       |                                     | |
| Ubangi Stomp                                                      | 1977  | Lace and Whiskey                    | Charles Underwood                                                                                              |
| Under My Wheels                                                   | 1971  | Killer                              | Michael Bruce, Dennis Dunaway, Bob Ezrin                                                                       |
| Under the Bed                                                     | 2011  | Welcome 2 My Nightmare              | Alice Cooper, Bob Ezrin, Tommy Henriksen                                                                       |
| Unfinished Sweet                                                  | 1973  | Billion Dollar Babies               | Alice Cooper, Michael Bruce, Neal Smith                                                                        |
| Unholy War                                                        | 1994  | The Last Temptation                 | Chris Cornell                                                                                                  |
| V                                                                 |       |                                     | |
| Vengeance Is Mine                                                 | 2008  | Along Came a Spider                 | Alice Cooper, Danny Saber, Greg Hampton                                                                        |
| Vicious Rumours                                                   | 1981  | Special Forces                      | Alice Cooper, Duane Hitchings, Erik Scott, Mike Pinera                                                         |
| W                                                                 |       |                                     | |
| Wake me Gently                                                    | 1976  | Alice Cooper Goes to Hell           | Alice Cooper, Bob Ezrin, Dick Wagner                                                                           |
| Wake the Dead                                                     | 2008  | Along Came a Spider                 | Alice Cooper, Danny Saber, Ozzy Osbourne                                                                       |
| We Gotta Get Out of This Place                                    | 2011  | Welcome 2 My Nightmare              | Barry Mann, Cynthia Weil                                                                                       |
| Welcome to My Nightmare                                           | 1975  | Welcome to My Nightmare             | Alice Cooper, Dick Wagner                                                                                      |
| Wicked Young Man                                                  | 2000  | Brutal Planet                       | Alice Cooper, Bob Marlette                                                                                     |
| Wind-Up Toy                                                       | 1991  | Hey Stoopid                         | Alice Cooper, Vic Pepe, Jack Ponti, Bob Pfeifer                                                                |
| Wish I Were Born In Beverly Hills                                 | 1978  | From the Inside                     | Alice Cooper, Dick Wagner, Bernie Taupin                                                                       |
| Wish You Were Here                                                | 1976  | Alice Cooper Goes to Hell           | Alice Cooper, Bob Ezrin, Dick Wagner                                                                           |
| What Baby Wants                                                   | 2011  | Welcome 2 My Nightmare              | Alice Cooper, Bob Ezrin, Tommy Henriksen, Kesha                                                                |
| What Do You Want from Me                                          | 2003  | The Eyes of Alice Cooper            | Alice Cooper, Eric Dover, Mika Reid                                                                            |
| When Hell Comes Home                                              | 2011  | Welcome 2 My Nightmare              | Alice Cooper, Bob Ezrin, Michael Bruce                                                                         |
| Who Do You Think We Are                                           | 1981  | Special Forces                      | Alice Cooper, Duane Hitchings                                                                                  |
| Why Trust You                                                     | 1989  | Trash                               | Alice Cooper, Desmond Child                                                                                    |
| Woman Machine                                                     | 1973  | Muscle of Love                      | Alice Cooper, Michael Bruce, Dennis Dunaway, Neal Smith, Glen Buxton                                           |
| Woman of Mass Distraction                                         | 2005  | Dirty Diamonds                      | Alice Cooper, Ryan Roxie, Damon Johnson, Chuck Garric, Rick Boston                                             |
| Working Up a Sweat                                                | 1973  | Muscle of Love                      | Alice Cooper, Michael Bruce                                                                                    |
| Wrapped in Silk                                                   | 2008  | Along Came a Spider                 | Alice Cooper, Danny Saber, Greg Hampton                                                                        |
| X                                                                 |       |                                     | |
| —                                                                 | —     | —                                   | — |
| Y                                                                 |       |                                     | |
| Yeah, Yeah, Yeah                                                  | 1971  | Killer                              | Alice Cooper, Michael Bruce                                                                                    |
| Years Ago                                                         | 1975  | Welcome to My Nightmare             | Alice Cooper, Dick Wagner                                                                                      |
| You and All of your Friends                                       | 2017  | Paranormal                          | Alice Cooper, Bob Ezrin, Dennis Dunaway                                                                        |
| You Drive Me Nervous                                              | 1971  | Killer                              | Alice Cooper, Michael Bruce, Bob Ezrin                                                                         |
| You Gotta Dance                                                   | 1976  | Alice Cooper Goes to Hell           | Alice Cooper, Bob Ezrin, Dick Wagner                                                                           |
| You Look Good in Rags                                             | 1981  | Special Forces                      | Alice Cooper, Duane Hitchings                                                                                  |
| You Make Me Wanna                                                 | 2005  | Dirty Diamonds                      | Alice Cooper, Ryan Roxie, Chuck Garric, Rick Boston                                                            |
| You and Me                                                        | 1977  | Lace and Whiskey                    | Alice Cooper, Dick Wagner                                                                                      |
| You’re a Movie                                                    | 1981  | Special Forces                      | Alice Cooper, Duane Hitchings                                                                                  |
| You're My Temptation                                              | 1994  | The Last Temptation                 | Alice Cooper, Jack Blades, Tommy Shaw                                                                          |
| Your Own Worst Enemy                                              | 2005  | Dirty Diamonds                      | Alice Cooper, Ryan Roxie                                                                                       |
| You Want It, You Got It                                           | 1981  | Special Forces                      | Alice Cooper, Erik Scott, Craig Krampf, Billy Steele, Eric Kaz                                                 |
| Z                                                                 |       |                                     | |
| Zorro's Ascent                                                    | 1982  | Zipper Catches Skin                 | Alice Cooper, Erik Scott, Billy Steele, John Nitzinger                                                         |